# Saarlased
Saarlased (u Engl. Oeselians, Osilians).- Stari narod koji je u 13. stoljeću živio na otoku Saaremaa, danas u Estoniji. Njihovo ime dolazi po nazivu za otok Saaremaa, koji na švedskom glasi (Ösel, Oesel.), odnosno u latinskom (Osilia). Narod Saarlased (Oselci) su poznati po kronikama Henrija Livonskog, i opisani kao vješti pomorci i gusari. Godine 1227. dolaze pod Livonski red. Zajedno s Kurima oni će mješanjem s Vikinzima uskoro stvoriti jedan novi narod koji danas poznajemo kao Estonce. 

## Vanjske poveznice
- Horizon Pulp & Paper